# Карельская евангелическо-лютеранская церковь
Карельская евангелическо-лютеранская церковь (КЕЛЦ) — историческая лютеранская церковь на территории республики Карелия. По состоянию на 2020 год является одной из пяти существующих в России самостоятельных лютеранских общин. Центр находится в городе Сортавала. Первым епископом церкви стал Раймо Яаттинен. С 2015 года предстоятель Александр Кузнецов.
Карельская евангелическо-лютеранская церковь появилась в результате работы миссионеров из Финляндии, в период с конца 80-х годов 20-го века и до 1997 года. Решение всех общин, входящих в КЕЛЦ, принятое в 1997 году заключалось в создании самостоятельной, административно и юридически независимой Карельской лютеранской церкви.
В 2013 г. в Сортавале был рукоположён первый пастор — россиянин Александр Кузнецов. Летом 2015 г. было заключено соглашение о литургическом общении и сотрудничестве Карельской евангелическо-лютеранской церкви и Евангелическо-Лютеранской церкви Аугсбургского исповедания, епископы которой 14 июня 2015 г. в кафедральном соборе Карельской церкви в Сортавале совершили хиротонию нового епископа Карельской лютеранской церкви Александра Кузнецова (с передачей апостольской преемственности, полученной от объединения епископов старокатолических церквей Европы). До этого Кузнецов управлял церковью в сане пастора, после смерти первого епископа Раймо Яатинена. Одновременно Кузнецов был избран главой конференции консервативных лютеранских епископов России. Пастором прихода Лахденпохья Карельской Евангелическо-лютеранской церкви является Рюне Фант (Финляндия), а диаконом сортавальского прихода — Алексей Кокотов.

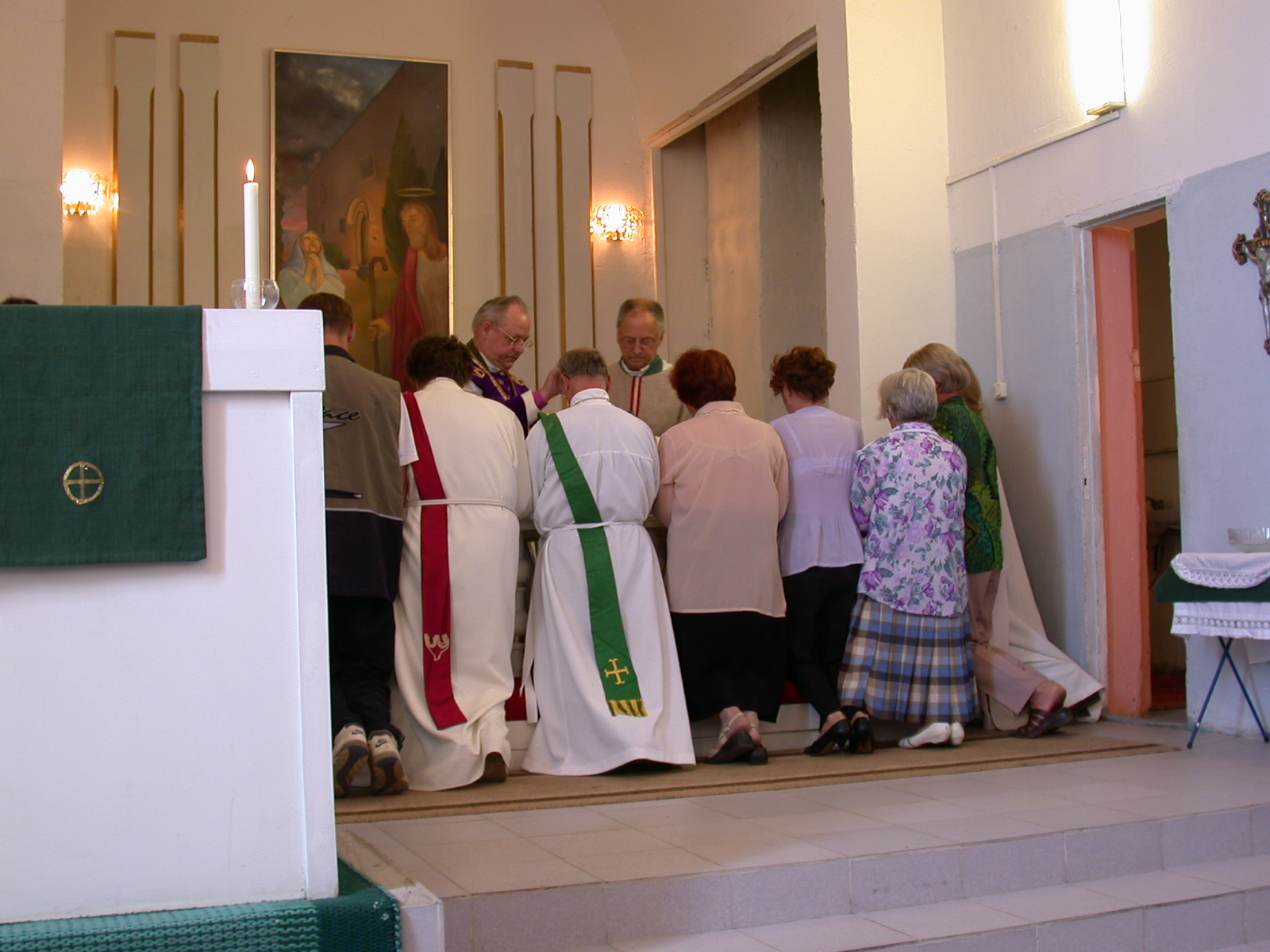
Причастие в кирхе Сортавалы

В церкви практикуются богослужения на карельском и финском языках. Община насчитывает около 2000 прихожан, объединённых в 15 приходов. В Сортавале создан Учебный центр церкви для подготовки служителей. Активно ведётся восстановление лютеранских храмов на территории Карелии, церковь участвует в разработке и реализации программ развития территории, туристических проектах (цель которых — посещение лютеранских храмов Карелии). Часть верующих КЕЛЦ является гражданами Финляндии и постоянно проживает на её территории. Для участия в богослужениях верующие из-за рубежа посещают приходы КЕЛЦ на территории России, также проводятся богослужения и религиозные церемонии на территории Финляндии и других стран Европы во время пасторских поездок служителей КЕЛЦ.
Карельская Евангелической Лютеранская Церковь имеет своё представительство (подворье) в Москве, представительство в европейских странах. Ведёт образовательные проекты на территории Финляндии, сотрудничает с консервативными лютеранскими общинами Латвии, Швеции, Норвегии, Германии, США.